# Yeat

Firma di Yeat

Yeat, pseudonimo di Noah Olivier Smith (Irvine, 26 febbraio 2000), è un rapper statunitense.

## Biografia
Di origini rumene e messicane, Yeat ha pubblicato il suo album in studio d'esordio Up 2 Me nel settembre 2021; il disco contiene la traccia Money So Big, che ha debuttato sia nella Canadian Hot 100 che in quella degli Stati Uniti a qualche mese di distanza dall'uscita del progetto. L'inclusione di U Could Tell nella colonna sonora della seconda stagione di Euphoria ha permesso allo stesso album di scalare la relativa graduatoria statunitense e canadese.
Nell'aprile 2022 ha avviato il 2 Alive Tour, atto a promuovere il suo secondo LP, uscito sotto la Geffen Records e classificatosi 6º nella Billboard 200 grazie alle oltre 32 000 unità equivalenti. L'album track Poppin gli ha consentito di ottenere un'ulteriore entrata nella Hot 100 nazionale dopo aver esordito in 91ª posizione.

## Discografia

### Album in studio
- 2021 – Up 2 Me
- 2022 – 2 Alive
- 2023 – AfterLyfe
- 2024 – 2093
- 2024 – Lyfestyle

### EP
- 2019 – Different Creature
- 2020 – We Us
- 2020 – Hold On
- 2021 – Trendi
- 2022 – Lyfe
- 2025 – Dangerous Summer

### Mixtape
- 2019 – Wake Up Call
- 2020 – I'm So Me
- 2021 – Alive
- 2021 – 4L

### Singoli
- 2018 – Loot (feat. Jbans)
- 2018 – Deep Blue Strips
- 2018 – Rockin It
- 2018 – Big Geek Week
- 2019 – Number 1
- 2019 – Money Move (feat. Nessly)
- 2019 – Not the Same (con Slight)
- 2021 – Flashey
- 2021 – Cali
- 2021 – Get Busy
- 2022 – Still Countin
- 2022 – Rich Minion
- 2022 – Talk
- 2023 – Already Rich
- 2023 – My Wrist (con Young Thug)
- 2023 – Bigger Then Everything
- 2024 – King Tonka
- 2024 – Go Again (con Bnyx feat. Superheaven)
- 2024 – 5brazy (con Quavo)
- 2025 – Work (con Anyma)
- 2025 – The Bell
- 2025 – Im Yeat (con Bnyx)